# Gouvernement Dologuélé II
Le Gouvernement Dologuélé 2 est le gouvernement de la République centrafricaine de la publication du décret présidentiel  du 1er novembre 1999, jusqu’à la nomination du Gouvernement Dologuélé 3, le 16 avril 2000. Il s’agit d’un gouvernement nommé par le Président Ange-Félix Patassé.

## Composition
Le gouvernement Dologuélé 2 est composé de 26 membres, dont le Premier ministre, 22 ministres et 3 ministres délégués.

### Premier ministre
- Premier ministre, chef du Gouvernement, ministre de l'Économie, des Finances, du Plan et de la Coopération internationale: Anicet-Georges Dologuélé

### Ministres
- Ministre des Affaires étrangères et Francophonie : Marcel Météfara (MLPC)
- Ministre de la Défense : Jean-Jacques Démafouth (MLPC)
- Ministre de la Justice : Denis Wangao Kizimale (apparenté MLPC)
- Ministre de l’Intérieur : Maurice Regonessa (apparenté MLPC)
- Ministre de l’Éducation nationale : Éloi Anguimate
- Ministre de l’Enseignement supérieur et Recherche scientifique : Timoléon Mbaikoua (MLPC)
- Ministre du Commerce, de l’Industrie et de la promotion du secteur privé : Jean-Baptiste Koyassambia (apparenté RDC)
- Ministre des Mines et Énergie : André Latou (MLPC)
- Ministre de l’Agriculture et de l’élevage : Daniel Emery Dede (PLD)
- Ministre des Transports et Aviation civile : Désiré Pendemon (MLPC)
- Ministre de la Fonction publique et Emploi : Godeffroy Mokamanede
- Ministre des Affaires sociales, Promotion de la famille et des personnes handicapées : Rachel Dea Nambona (MLPC)
- Ministre de la Poste et des Télécommunications : Jean Bruno Vickos (PUN[3])
- Ministre de la Jeunesse et des Sports : Bernard Yoro (PLD)
- Ministre de la Communication : Francis Albert Ouakanga (MLPC)
- Ministre de l’Environnement, des Eaux, Forêts, Chasse, Pêche: Jean-Baptiste Nouganga (PSD)
- Ministre du Tourisme : Nathalie Constance Gounebana (PLD)
- Ministre de l’Équipement, de l’Aménagement du territoire et Urbanisme : Aristide Sokambi
- Ministre des Logements, Édifices publics : Armand Sama (MDD)
- Ministre de la Santé publique et de la Population : Richard Lakoue
- Ministre de la Promotion de la Culture civique, chargé des relations avec le Parlement : Agba Otikpo Mézodé
- Ministre des Affaires présidentielles : Michel Gbézéra-Bria (société civile)

### Ministres délégués
- Ministre délégué chargé des relations avec le monde arabe : Bello Mamadou
- Ministre délégué aux Finances : Théodore Dabanga (MLPC)
- Ministre délégué à l'Économie :